# عبد العزيز شمس الدين
عبد العزيز بن شمس الدين (10 يونيو 1938 - 16 أكتوبر 2020)، هو سياسي ماليزي شغل منصب وزير التنمية الريفية والإقليمية من 27 مارس 2004 إلى 18 مارس 2008. منذ عام 1981، كان السكرتير السياسي للدكتور مهاتير.

## وفاته
توفي عبد العزيز شمس الدين يوم 16 أكتوبر 2020 الساعة 11.52 مساءً. عن عمر 82 سنة.

## التشريفات والأوسمة والجوائز
- وسام المدافع عن المملكة (PPN).(1978)[5]
- وسام الولاء لتاج ماليزيا (PSM) - تان سري (2010).
- رفيق فارس من وسام الولاء للبيت الملكي في قدح (DSDK) - داتو (1997)
- القائد الأكبر لوسام ملقا (DGSM) - داتوك سيري (2004).[6]
- رفيق فارس من وسام تاج باهانج (DIMP) - داتو (1999).
- وسام الفارس الكبير للسلطان أحمد شاه باهانج (SSAP) - داتو سري (2004).[7]
- قائد فارس من وسام تاج ولاية بيراك (DPMP) - داتو (1996)
- وسام تاج ولاية بيراك (SPMP) - داتو سيري (2005).[8]
- وسام تاج سيلانجور (DPMS) - داتو (2000).